# 杜颐沩
杜颐沩（Toh Ee Wei，2000年9月18日—），原名杜依蔚，馬來西亞女子羽毛球運動員。亦為現役馬來西亞國家羽毛球隊成員。她曾与青年期的陈康乐赢得2018年亚青赛女双亚军。2025年3月28日改與呂秉坤搭檔出賽。

## 簡歷
2016年11月，杜颐沩代表马来西亚隊出戰西班牙毕尔巴鄂舉行的世界青年羽毛球錦標賽，在率先進行的混合团体赛中，马来西亚队取得银牌；而在雙打賽事中，杜依蔚与陈堂杰則在準决赛不敌中国组合，无缘决赛。
2018年7月，杜颐沩代表马来西亚参加印尼雅加达举办的亚洲青年羽毛球錦標賽，在率先進行的混合团体赛中，助马来西亚队赢得混合團體季军；此外，还与陈康乐赢得女子双打亚军。
2018年12月，杜颐沩受鼻竇炎所苦，除了在鼻部動手術以外，也因此離開球場暫停訓練，最終因為病情反覆而於2019年3月1日正式退出國家隊。同年5月，病癒後的杜依蔚重返國家隊。

## 主要比賽成績
只列出曾進入準決賽的國際賽事成績：
| 年份   | 賽事                     | 公開賽級別 | 項目     | 搭檔   | 成績   |
| ------ | ------------------------ | ---------- | -------- | ------ | ------ |
| 2016年 | 世界青年羽毛球錦標賽     | 其他       | 混合團體 | －     | 亞軍   |
| 2016年 | 世界青年羽毛球錦標賽     | 其他       | 混合雙打 | 陈堂杰 | 季軍   |
| 2017年 | 亞洲青年羽毛球錦標賽     | 其他       | 混合團體 | －     | 季軍   |
| 2017年 | 世界青年羽毛球錦標賽     | 其他       | 混合團體 | －     | 亞軍   |
| 2018年 | 亞洲青年羽毛球錦標賽     | 其他       | 混合團體 | －     | 季軍   |
| 2018年 | 亞洲青年羽毛球錦標賽     | 其他       | 女子雙打 | 陈康乐 | 亞軍   |
| 2018年 | 世界青年羽毛球錦標賽     | 其他       | 女子雙打 | 陈康乐 | 亞軍   |
| 2021年 | 波蘭羽毛球公開賽         | 國際挑戰賽 | 混合雙打 | 钟鸿健 | 冠軍   |
| 2021年 | 斯洛文尼亞羽毛球國際賽   | 國際系列賽 | 混合雙打 | 钟鸿健 | 冠軍   |
| 2021年 | 奧地利羽毛球公開賽       | 國際系列賽 | 混合雙打 | 钟鸿健 | 冠軍   |
| 2022年 | 台北羽毛球公開賽         | 超級300賽  | 混合雙打 | 許邦榮 | 準決賽 |
| 2022年 | 孟加拉羽毛球國際挑戰賽   | 國際挑戰賽 | 混合雙打 | 陈堂杰 | 冠軍   |
| 2022年 | 馬來西亞羽毛球國際挑戰賽 | 國際挑戰賽 | 混合雙打 | 陈堂杰 | 亞軍   |
| 2023年 | 伊朗羽毛球國際挑戰賽     | 國際挑戰賽 | 混合雙打 | 陈堂杰 | 冠軍   |
| 2023年 | 奧爾良羽毛球大師賽       | 超級300賽  | 混合雙打 | 陳堂杰 | 冠軍   |
| 2023年 | 蘇迪曼盃                 | 其他       | 混合團體 | －     | 季軍   |
| 2023年 | 新加坡羽毛球公開賽       | 超級750賽  | 混合雙打 | 陳堂杰 | 準決賽 |
| 2023年 | 台北羽毛球公開賽         | 超級300賽  | 混合雙打 | 陳堂杰 | 冠軍   |
| 2023年 | 中國羽毛球公開賽         | 超級1000賽 | 混合雙打 | 陳堂杰 | 準決賽 |
| 2023年 | 北極羽毛球公開賽         | 超級500賽  | 混合雙打 | 陳堂傑 | 準決賽 |
| 2023年 | 韓國羽毛球大師賽         | 超級300賽  | 混合雙打 | 陳堂傑 | 準決賽 |
| 2024年 | 泰國羽毛球大師賽         | 超級300賽  | 混合雙打 | 陳堂傑 | 亞軍   |
| 2024年 | 瑞士羽毛球公開賽         | 超級300賽  | 混合雙打 | 陳堂傑 | 亞軍   |
| 2024年 | 馬來西亞羽毛球大師賽     | 超級500賽  | 混合雙打 | 陳堂傑 | 準決賽 |
| 2024年 | 韓國羽毛球公開賽         | 超級500賽  | 混合雙打 | 陳堂傑 | 冠軍   |
| 2024年 | 香港羽毛球公開賽         | 超級500賽  | 混合雙打 | 陳堂傑 | 準決賽 |
| 2024年 | 中國羽毛球大師賽         | 超級750賽  | 混合雙打 | 陳堂傑 | 準決賽 |
| 2024年 | 世界羽聯世界巡迴賽總決賽 | 總決賽     | 混合雙打 | 陳堂傑 | 亞軍   |
| 2025年 | 馬來西亞羽毛球公開賽     | 超級1000賽 | 混合雙打 | 陳堂傑 | 準決賽 |
| 2025年 | 印度羽毛球公開賽         | 超級750賽  | 混合雙打 | 陳堂傑 | 準決賽 |
| 2025年 | 印尼羽毛球公開賽         | 超級1000賽 | 混合雙打 | 陳堂傑 | 準決賽 |
| 2025年 | 日本羽毛球公開賽         | 超級750賽  | 混合雙打 | 陳堂傑 | 準決賽 |
| 2025年 | 澳門羽球公開賽           | 超級300賽  | 混合雙打 | 陳堂傑 | 準決賽 |

| 2007-2017年 | 首要超級賽 | 超級賽 | 黃金大獎賽 | 大獎賽 | 國際挑戰賽 | 國際系列賽 | 未來系列賽 | 其他 |

| 2018-2026年 | 總決賽 | 超級1000賽 | 超級750賽 | 超級500賽 | 超級300賽 | 超級100賽 | 國際挑戰賽 | 國際系列賽 | 未來系列賽 | 其他 |

### 奧運會和世錦賽參賽紀錄
|          | 搭檔   | 2023 | 2024 |
| -------- | ------ | ---- | ---- |
| 混合雙打 | 陳堂傑 | 8強  | 8強  |

## 外部連結
- 维基共享资源上的相關多媒體資源：杜颐沩
- 杜颐沩的Instagram帳戶